# Llwchwr
Llwchwr é uma comunidade na beira do extremo ocidental da cidade e condado de Swansea, Gales. Llwchwr compreende a cidade de Loughor e a vila distrital de Kingsbridge. Llwchwr possui o seu próprio conselho comunitário. De acordo com o censo realizado em 2011, a população da comunidade era de 9.134. Llwchwr é delimitada pelas comunidades do governo local de Gowerton ao oeste sul, Cockett a sudeste, Gorseinon para ao norte e Bynea (Carmarthenshire) a oeste e estando localizada ao lado do rio Loughor, perto da Carmarthenshire fronteira com Swansea.
A comunidade de Llwchr, juntamente com a comunidade de Gorseinon é uma cidade-irmã de Ploërmel na França.